# Warzone 2100
Warzone 2100 je taktická 3D realtimová strategie vyvinutá Pumpkin Studios a vydaná Eidos Interactive v roce 1999 pro Microsoft Windows a PlayStation. V roce 2004 byla hra Eidosem uvolněna pod licencí GNU General Public License, kromě hudby a videosekvencí, které byly uvolněny až 10. června 2008. Hra je v současnosti vyvíjena skupinou Pumpkin-2 jako The Warzone 2100 Resurrection Project.

## Hodnocení hry
Hra byla hodnocena vesměs dobře, hodnocení PC verze od GameRankings dosahuje 80,0 %, u PlayStation verze 73,4 %.
Gamespot udělil verzi pro PlayStation známku 6,5 a PC verzi 7,6. V recenzi zde vyzdvihovali například vysokou úroveň přizpůsobitelnosti.

## Příběh
Na konci 21. století je civilizace zdevastována vlnou nukleárních útoků. Zatímco většina přeživších přežívá v neorganizovaných tlupách tzv. Scavengers (mrchožrouti), malá skupina lidí, kteří sami sebe nazývají The Project (Projekt), se snaží vybudovat novou civilizaci na základech předválečné technologie.
Při sbírání artefaktů v Arizoně jsou napadeni novou frakcí New Paradigm (Nové paradigma), která je pod velením další organizace zvané Nexus, která je přímo odpovědná za jadernou válku. V poslední kampani lidé z Projektu zahájí frontální útok na Nexus a porazí je.

## Popis hry

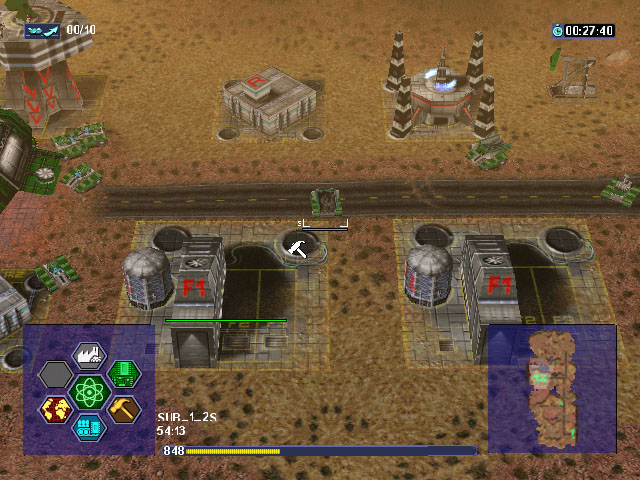
Screenshot ze hry

Hra je plně ve 3D, terén lze takticky využívat, například pohoří a kaňony k blokování střelby.
Ve Warzone lze vytvářet vlastní jednotky, kombinovat lze podvozek o různé hmotnosti a výkonu, pohonný systém (pásy, kola) a nasazeného objektu (zbraň, radar, stavební zařízení). Hra klade důraz na radarové senzory k detekci jednotek, koordinaci pozemních útoků a dělostřelectvo.
Každá mise, kromě první a poslední, má určitý časový limit, který udržuje v hráči pocit naléhavosti a má ho odradit od pomalého shromažďování prostředků.
Hra obsahuje editor map.